# Antonovo
Antonovo (bulharsky Антоново) je město v Targovišťské oblasti v Bulharsku. Město je zároveň sídlem stejnojmenné obštiny. V roce 2009 zde žilo 1 453 obyvatel. Město se nachází blízko hranice s Velikotarnovskou oblastí.

## Hospodářství
Obyvatelé města a okolních vesnic jsou zaměstnáni především v zemědělství. Míra nezaměstnanosti činí 52,12 %, neboť většinu obyvatel obce tvoří lidé starší 65 let.
Obecní správa vytvořila strategii rozvoje, která cílí hlavně na rozvoj místní infrastruktury, hospodářství a cestovního ruchu za účelem snížení nezaměstnanosti.